# Kevin López
 Kevin López Yerga (Lora del Río, 12 juni 1990) is een Spaanse middellangeafstandsloper, die gespecialiseerd is in de 800 m. Hij nam eenmaal deel aan de Olympische Spelen.

## Biografie
López won de gouden medaille op de 800 m op de Europese kampioenschappen voor junioren in 2009. Een jaar later liep hij op de Europese kampioenschappen van Barcelona naar de zesde plek in de finale van de 800 m.
Op de Europese indoorkampioenschappen van 2011 behaalde López de bronzen medaille op dezelfde afstand. 
In 2012 nam hij deel aan de Olympische Spelen in Londen. In de halve finale werd hij uitgeschakeld met een tijd van 1.46,66. Ook tijdens de wereldkampioenschappen van Moskou eindigde zijn toernooi in de halve finale.

## Titels
- Spaans kampioen 800 m – 2010
- Europees juniorenkampioen 800 m – 2009

## Persoonlijke records
Outdoor
| Afstand | Prestatie | Datum        | Plaats |
| ------- | --------- | ------------ | ------ |
| 800 m   | 1.43,74   | 20 juli 2012 | Monaco |
| 1500 m  | 3.38,30   | 12 juni 2013 | Huelva |

Indoor
| Afstand | Prestatie | Datum           | Plaats    |
| ------- | --------- | --------------- | --------- |
| 400 m   | 47,77 s   | 18 januari 2014 | Antequera |
| 800 m   | 1.45,69   | 6 februari 2014 | Stockholm |
| 1500 m  | 3.42,83   | 16 januari 2011 | Valencia  |

## Palmares

### 800 m
Kampioenschappen
- 2008: 8e ½ fin. WJK - 1.53,57
- 2009:  EK junioren – 1.48,25
- 2010: 6e EK – 1.47,82
- 2011:  EK Indoor – 1.48,35
- 2011:  EK U23 - 1.46,93
- 2011: 7e ½ fin. WK - 1.46,86
- 2012: 3e ½ fin. EK - 1.47,30
- 2012: 6e ½ fin. OS - 1.46,66
- 2013:  EK indoor - 1.49,31
- 2013: 7e ½ fin. WK - 1.52,93

Diamond League-podiumplekken
- 2013:  Herculis – 1.43,93

### 1500 m
- 2007: 5e in series WK jeugd - 3.57,88